# Veolia
Veolia Environnement S.A., nota semplicemente come Veolia, è una multinazionale francese attiva come fornitore di servizi nei settori ambientale (gestione dei rifiuti e delle risorse idriche) ed energetico.
Fu fondata nel 1853 come Compagnie Générale des Eaux per gestire la fornitura d'acqua in Francia. La CGE mutò nome nel 1997 divenendo nota come Vivendi, dalla quale furono scorporate nel 1998 le attività relative al settore ambientale con la creazione di Vivendi Environnement. Nei primi anni 2000 la società fu sottoposta ad offerta pubblica iniziale, venendo ridenominata Veolia Environnement nel 2003.
È quotata presso la Borsa di Parigi (Euronext Paris) nell'indice CAC 40.

## Storia

### La CGE
Il 14 dicembre 1853, grazie ad un decreto imperiale di Napoleone III, venne creata a Lione la Compagnie Générale des Eaux (CGE), la quale doveva provvedere a distribuire l'acqua in città ed irrigare le campagne circostanti. Sette anni dopo anche Parigi concede il mandato, di durata cinquantennale, per la distribuzione dell'acqua nella capitale.
Nel 1867 François Grandjouan stipula un contratto con il Comune di Nantes per la pulizia delle strade dai rifiuti e dalle acque reflue. I fratelli Soulier fondano a Rouen e Chauny un'impresa per la raccolta, l'acquisto e la vendita di vecchi stracci e carta. Le aziende si fonderanno con CGE rispettivamente nel 1980 e nel 1990.
Nel 1875 il Barone Haussmann fonda la Compagnie Générale Française de Tramways (CGFT) che rivoluziona il trasporto pubblico introducendo il trasporto dei tram a cavalli ed opera la sua prima linea tranviaria a Le Havre, Nancy e Marsiglia. Anche CGFT entra in CGE nel 1980, anno in cui la Compagnie Générale des Eaux diversifica le sue operazioni nei campi del trattamento delle acque, energia, trasporti ed immobiliare.
Il 1880 è l'anno del primo successo transfrontaliero: nasce la Compagnia Generale delle Acque, prima filiale internazionale di CGE che ha come scopo la distribuzione idrica per la città di Venezia. Seguono Istanbul nel 1882 e Porto nel 1883.
Nel 1884 CGE incrementa le sue attività nel campo del trattamento delle acque reflue con l'impianto di Reims.
Nel 1889 è costituito il primo laboratorio (finalizzato ad assicurare la qualità dell'acqua fornita a Parigi), in 52 rue d'Anjou, dove si trova ancor oggi la sede storica del Gruppo. Seguiranno altri poli scientifici, come quello di Lione nel 1930 ed il Centre de Recherche de Maisons-Laffitte nel 1983.
Nel 1905 è sviluppato un processo basato sull'ozono come sostituto del cloro per la sterilizzazione dell'acqua. Nel 1907, Marius-Paul Otto crea la Compagnie des Eaux et de l'Ozone, prima società destinata alla promozione dell'utilizzo dell'ozono nella sterilizzazione dell'acqua potabile, mentre nel 1909 presso la centrale di Bon Voyage di Nizza sarà provata l'applicazione attiva della tecnica.
Nel 1912 Charles Blum fonda la Compagnie Générale d'entreprises automobiles (CGEA). La società, che ha come scopo quello di comprare e gestire una flotta di veicoli industriali per la pulizia delle strade, entra nel mercato della raccolta dei rifiuti parigini nel 1919 e si fonde con CGE nel 1980.
Il 1º ottobre 1918 nasce, su iniziativa di CGE, la Società Ausiliaria delle Distribuzioni d'Acqua (SADE) competente nei servizi di distribuzione idrica, progettazione e costruzione di reti d'adduzione e distribuzione d'acqua potabile.
Nel 1935 Léon Dewailly fonda Chauffage Service, impresa specializzata nella gestione di sistemi di riscaldamento e condizionamento dell'aria. Nel 1969 l'azienda entra in Compagnie Générale de Chauffe (CGC), società creata nel 1944 ed a sua volta fusa in CGE nel 1967.
Nel 1967 CGE inaugura il suo primo termovalorizzatore. Nel 1975 crea SARP Industries, società attiva nel riciclaggio di rifiuti pericolosi che diventa velocemente il primo centro di trattamento dei rifiuti liquidi tossici.

### Diversificazione in quattro settori
Dal 1976 al 1996, la Compagnie générale des eaux sviluppa nuove imprese sotto la presidenza di Guy Dejouany. All'inizio degli anni '80 si diversifica acquisendo aziende specializzate nella gestione dei rifiuti, energia, trasporti, edilizia e immobiliare e concentrandosi quindi nei quattro settori che costituiscono il core business del gruppo. Si è poi specializzata nelle deleghe di servizi pubblici e ordini di autorità pubbliche, vicine agli ambienti politici e dipendenti da ordini dello Stato e delle autorità locali.
Nel 1982 nasce il nuovo centro Anjou Recherche di Maisons-Laffitte, i cui ricercatori coordinano una rete d'esperti ripartiti nei laboratori dei 5 continenti e forniscono soluzioni innovative e rapide ai problemi di trattamento delle acque potabili e reflue.

### Ingresso anche nelle telecomunicazioni
Nel 1983 partecipa alla creazione di Canal +, il primo canale televisivo a pagamento in Francia. Nel 1989 assume il controllo della Société Générale d'Entreprises (SGE) e negli anni '90 inizia ad investire nelle telecomunicazioni e nei media e, nel 1996, crea Cegetel, società di telefonia fissa e mobile, i marchi Tam Tam (cercapersone), Le 7 (telefono) e SFR (cellulare). Entra nella capitale di AOL Europe. Tuttavia, a metà degli anni '90, Générale des Eaux è rimasta un'azienda focalizzata sul mercato francese.
Nel 1994 CGE crea a Jouy-le-Moutier (Val d'Oise), l'Institut de l'Environnement Urbain (IEU), moderno centro di formazione ed apprendistato sui servizi ambientali.
Nel giugno 1996 Guy Dejouany sceglie come successore una persona esterna al gruppo: Jean-Marie Messier, giovane partner di Lazard. La Générale des Eaux aveva allora diverse attività, la più importante delle quali era la distribuzione dell'acqua. È presente anche nell'elettricità, nelle telecomunicazioni, nelle costruzioni, nelle pulizie. Dopo essersi dato il soprannome di J2M, il nuovo presidente decide di investire, a ritmo frenetico e sotto i riflettori, in nuove tecnologie e media. Successivamente si ribattezza J6M per “Jean-Marie Messier, Myself, Master of the World”, nome attribuito secondo lui dal programma Canal +, "Les Guignols de l'Info". Nel 1997 Messier ha venduto le cliniche della Compagnie Générale des Eaux. All'inizio del 1998, CGE ha unito le forze con Havas, altra storica società con un secolo alle spalle, rafforzando così la propria partecipazione in Canal + e allo stesso tempo acquisendo attività nella pubblicità e nei videogiochi.

### Vivendi
Nel maggio 1998, la Compagnie Générale des Eaux cambia nome in Vivendi (anche se la sussidiaria francese mantiene l'antica denominazione) e comincia a comprare quote di Maroc Telecom, Havas, Cendant Software, Anaya e NetHold. Attraverso Canal+ lancia inoltre la pay-tv in Italia, Spagna, Polonia, Scandinavia, Belgio e Paesi Bassi. La divisione energia diventa nello stesso anno Dalkia.
Il gruppo ha quindi due principali aree di attività, comunicazione e ambiente: 
- la divisione comunicazione. Le attività sono raggruppate in “Vivendi Communication”, tra cui Cegetel, il principale operatore di telecomunicazioni private, Havas  con le sue divisioni videogiochi, editoria e stampa e il gruppo Canal +;
- la divisione ambiente. Le attività sono raggruppate in "Vivendi Environnement", tra cui in particolare Générale des Eaux, leader mondiale nel suo settore, Dalkia nell'energia, CGIS e SGE con CBC, per l'industria delle costruzioni.

Prosegue inoltre il ritiro dalle attività tradizionali del gruppo: nel maggio 1998 Vivendi vende la sua partecipazione del 25% in JCDecaux, l'anno successivo vende la divisione immobiliare e costruzioni e si fonde con Pathé, della quale mantiene le sole quote di British Sky Broadcasting e CanalSatellite, rivendendo il tutto alla Fornier di Jérôme Seydoux.
Nel 2000 Vivendi separa i media dai servizi di pubblica utilità creando:
- Vivendi Environnement, società nella quale confluiscono i servizi che costituirono da sempre il business principale come la distribuzione dell'acqua (Vivendi Water), lo smaltimento dei rifiuti (Onyx), l'energia (Dalkia) ed i trasporti (Connex);
- Vivendi Universal, che nasce dalla fusione di Vivendi con il network televisivo Canal+ e la casa di produzione cinematografica Universal Studios.

### Veolia Environnement
Nel luglio 2000 Vivendi Environnement” è quotata alla Borsa di Parigi. Vivendi detiene oltre il 70% del capitale, poi si ritira gradualmente da "Vivendi Environment" (ribattezzato "Veolia Environnement" nel 2003). Il disimpegno completo è completato nel luglio 2006. Veolia si è concentrata nuovamente sull'acqua e sui servizi comunitari, diventando di nuovo redditizia.
Nel 2005 il nome Veolia Environnement è utilizzato per tutte le divisioni del gruppo(acqua, gestione dei rifiuti, servizi energetici e trasporti): in Francia diviene Veolia Eau, mentre le filiali all'estero prendono il nome di Veolia al quale associano il termine "acqua" declinato nella versione linguistica del paese (Veolia Voda in Repubblica Ceca, Veolia Wasser in Germania, etc.). È anche creato un nuovo logo.
Nel 2009, anno in cui la guida dell'azienda è affidata ad Antoine Frérot dopo le dimissioni di Henri Proglio, travolto da uno scandalo finanziario,, è avviata (sarà poi conclusa nel marzo  2011) la fusione di Veolia Transport e Transdev con l'idea  creare il principale operatore privato di trasporto pubblico al mondo. Il 6  dicembre  2011 Veolia Environnement, in difficoltà finanziarie, annuncia l'intenzione di vendere le sue attività di trasporto pubblico. Nell'ottobre 2013, la Caisse des Dépôts assume con il 30% il controllo di Veolia Transdev che diventa poi Transdev. Nel gennaio 2019, quel 30% è ceduto a Rethmann Group, il proprietario di Rhenus.

### Veolia
Nel 2012 Antoine Frérot lancia un importante piano di ristrutturazione: una società Veolia per paese con un'unica sede centrale internazionale. Frérot riorienta anche il marketing per concentrare l'attività dell'azienda su mercati ad alto volume e maggiore valore aggiunto (inquinamento difficile da trattare, economia circolare, più gruppi industriali come clienti, ecc.). Veolia Environnement diventa ufficialmente Veolia.
Nel 2014 EDF ha rilevato le attività di Dalkia in Francia, mentre quelle internazionali restano a Veolia.
Nel febbraio  2016, Veolia acquista per 350 milioni di dollari l'americana Kurion, specializzata in tecniche per ripulire scorie debolmente radioattive. L'acquisizione completa il know-how di Asteralis, la controllata specializzata nella caratterizzazione dei rifiuti e nella valutazione degli impianti nucleari. Questo investimento è la prima acquisizione di medie dimensioni nel piano 2016-2018. Un ciclo che, oltre ad accelerare la crescita, punta a proseguire il drastico sforzo di risparmio.
Nel maggio  2016, Veolia annuncia la creazione ad Hong Kong del più grande impianto di trattamento dei fanghi di depurazione del mondo. E un mese più tardi, in giugno, acquisisce per 325 milioni di dollari le attività dedicate all'acido solforico della società Chemours, derivanti dalla scissione delle attività di specialità chimiche di DuPont. Il mese successivo, in luglio, Veolia continua nelle acquisizioni rilevando Szakoly, quinto più grande impianto di produzione di elettricità dall'Ungheria da biomasse. In questo modo contribuisce allo sviluppo delle energie rinnovabili nel paese.
Nel luglio 2019, Veolia vende le sue reti di riscaldamento e raffreddamento negli Stati Uniti per 1,25 miliardi di dollari a un fondo di investimento francese. Nel dicembre 2019, Veolia e EDF annunciano la creazione di Graphitech, una società responsabile dello smantellamento dei reattori nucleari con tecnologia a grafite.
All'inizio dell'aprile 2020, nel bel mezzo dell'epidemia di COVID-19, Véolia sospende le sue previsioni per l'anno e annuncia il dimezzamento dell'importo dei dividendi per i suoi azionisti.

## Produzione
Il gruppo si compone di quattro divisioni, ed è attivo nei cinque continenti:
- Acqua, tra i leader mondiali del trattamento e distribuzione dell'acqua potabile.
- Rifiuti, fornisce servizi di raccolta, riciclaggio e smaltimento dei rifiuti.
- Energia, produzione di energia e servizi accessori.
- Trasporti, primo operatore privato di treni in Francia.

## Attività in Italia
Veolia Acqua, filiale italiana del gruppo, conta su diverse società specializzate dislocate sul territorio italiano:
- Veolia Acqua Srl, holding del gruppo in Italia;
- Compagnia Generale delle Acque Spa, operativa in Veneto ed Emilia-Romagna;
- Sagidep Spa, operativa su tutto il territorio nazionale ma presente soprattutto sul nord-ovest;
- Società dell'Acqua Potabile Srl, operativa in Liguria, Piemonte e Valle d'Aosta;
- Siram Spa, azienda fornitrice di servizi energetici pubblici/privati in tutta Italia

Veolia è in partnership con pubbliche amministrazioni in Acqualatina Spa, affidataria del S.I.I. per l'ambito di Latina, in Geal, concessionaria nel comune di Lucca ed in Mediterranea delle Acque, gestore del S.I.I.nel comune di Genova.
Il Gruppo Veolia Water, attraverso la divisione Solutions & Technologies ha in Italia altre partnership attraverso:
- Sorical, operativa in Calabria per la gestione di acqua all'ingrosso;
- Siciliacque, operativa in Sicilia per la gestione dell'acqua all'ingrosso;
- Siba, presente su tutto il territorio nazionale per la costruzione di impianti di trattamento delle acqua e relativi servizi di ingegneria;
- Veolia Water Technologies Italia S.p.A., operativa nel campo del trattamento delle acque reflue e di processo del comparto industriale

## Azionariato
I principali azionisti al 31 dicembre 2019:
| Groupama Asset Management            | 4,94% |
| Caisse Des Dépôts & Consignations IM | 4,59% |
| Templeton Global Advisors            | 3,70% |
| Société Générale                     | 3,41% |
| Norges Bank Investment Management    | 3,00% |
| Capital Research & Management GO     | 2,98% |
| The Vanguard Group                   | 2,59% |
| Ostrum Asset Management              | 2,43% |
| Veolia Environnement (auto-contrôle) | 2,21% |
| Pictet Asset Management              | 2,20% |